# Ruisseau de la Brive
Pour les articles homonymes, voir Brive (homonymie).
Le ruisseau de la Brive est une rivière française qui coule dans le département de Tarn-et-Garonne. C'est un affluent de l'Aveyron en rive , gauche donc un sous-affluent de la Garonne par l'Aveyron puis par le Tarn. 

## Géographie
De 13,2 km de longueur, le ruisseau de la Brive prend sa source sur la commune de Vaïssac et se jette dans l'Aveyron sur la commune d'Albias.

## Départements et communes traversées
- Tarn-et-Garonne : Albias, Saint-Étienne-de-Tulmont, Nègrepelisse, Vaïssac.

## Principaux affluents
- Ruisseau de la Cave des Plots (2,2 km)
- Ruisseau de la Cave d'Adom (3,9 km)